# 11788 Nauchnyj
11788 Nauchnyj eller 1977 QN2 är en asteroid i huvudbältet som upptäcktes den 21 augusti 1977 av den rysk-sovjetiske astronomen Nikolaj Tjernych vid Krims astrofysiska observatorium på Krim. Den har fått sitt namn efter Nauchnyj på Krim.
Asteroiden har en diameter på ungefär 2 kilometer.